# Bombardeo de Corrientes de 1811
El Bombardeo de Corrientes (o Ataque a Corrientes) fue una acción militar ocurrida en julio de 1811, cuando una flotilla proveniente del apostadero naval de Montevideo que obedecía al Virrey del Río de la Plata Francisco Javier de Elío, con sede en Montevideo, remontó el río Paraná y se presentó frente a la ciudad de Corrientes. Esa ciudad estaba incorporada a la Junta de Gobierno de Buenos Aires pero pidió ayuda militar a la nueva junta de gobierno del Paraguay presidido por Fulgencio Yegros.

## Antecedentes
Al instaurarse la Junta Provisional Gubernativa en mayo de 1810, los barcos que formaban parte del Apostadero Naval del Río de la Plata quedaron bajo control del gobierno de Montevideo, lo que les permitió navegar por los ríos De la Plata, Paraná y Uruguay. Para contrarrestar esa situación la junta de Buenos Aires creó una escuadrilla de 3 barcos al mando de Juan Bautista Azopardo y la envió a auxiliar a Belgrano en el Paraguay. Esa escuadrilla fue derrotada frente a San Nicolás el 2 de marzo de 1811, permitiendo al virrey Elío decretar el corso fluvial el 23 de marzo de 1811. Estas fuerzas realizaron saqueos y depredaciones en las costas y pueblos ribereños, chocando en diversos combates con milicias locales.
- Conflictos entre el Paraguay y Corrientes

El 7 de abril de 1811 una escuadrilla de siete buques de la Intendencia del Paraguay, al mando del catalán Jaime Ferrer, ancló frente a Corrientes con la intención declarada de liberar las embarcaciones paraguayas detenidas por orden de la junta de Buenos Aires, pero con el objetivo principal de proteger el arribo de tres buques con armas enviados por el virrey Elío al mando de Sebastián Rivera y ocupar Corrientes.

De entrada el teniente gobernador [Elías Galván] de la invadida Corrientes sabía que frente al Paraguay no le restaba sino defenderse con astucia o balandronadas y proposiciones cómicas. Por eso en su célebre oficio a Ferrer le había dicho: "Que tenía consigna del general Belgrano de mantener cordialidad con el Paraguay, consigna que se halla convenida ya con los tratados celebrados en el campo de batalla de Tacuarí [...] y ya ratificada por la [...] Junta de Buenos Aires. Le pido que se retire con sus buques ya que no tenemos orden de batirnos [...]."
Galván a Ferrer en (Vázquez, 1998, p. 158-159)

Aunque el teniente de gobernador Elías Galván cedió al requerimiento de Ferrer, este no se retiró pues debía esperar los barcos que venían de Montevideo. En los siguientes días además del único barco paraguayo detenido y para evitar sorpresas exigió algunas naves correntinas. El 17 de abril cuando llegaron los tres barcos más otros tres capturados en el camino, Ferrer exigió a Galván, en el término de dos horas, que se declare aliado de la Provincia del Paraguay y reconociera al Consejo de Regencia y al virrey Elío. Ferrer tenía ya diez buques mayores armados y otros menores, cuatro mercantes y 300 hombres de armas.  Galván se retiró y no paró hasta la Bajada y por orden de Belgrano dejó en Corrientes al regidor del cabildo local Ángel Fernández Blanco para que se entendiera con los paraguayos. El 19 de abril de 1811 el cabildo de Corrientes aceptó el ultimátum y Ferrer ocupó la ciudad con la ayuda de los europeos residentes. Días después Ferrer se retiró aguas arriba dejando una guarnición a cargo de Blas José de Rojas quien asumió como Teniente de gobernador y Capitán general el 28 de abril. 
El 14 y 15 de mayo de 1811 se produjo en Asunción un alzamiento militar que impuso a Bernardo de Velasco dos consocios para que gobernaran con él. Al conocerse este hecho, Rojas, que era uno los principales conspiradores y que venía trabajando con Fernández Blanco, apresó a unos 100 españoles en la ciudad y se apoderó de 13 barcos. El 30 de mayo, el nuevo gobierno de Asunción, en una clara manifestación de lo que sería su política ante la junta de Buenos Aires, ordenó la evacuación de Corrientes y la restauración de las autoridades, por lo que el 6 de junio Rojas entregó el mando a Fernández Blanco. El teniente de gobernador Elías Galván retornó a la ciudad y reasumió sus funciones el 16 de junio.
- Wikisource contiene obras originales de o sobre Bombardeo de Corrientes de 1811.

## Ataque a Corrientes
Una flotilla de 5 buques de guerra al mando del teniente de fragata Manuel de Clemente y Miró partió de Montevideo y remontó el Plata y el Paraná con la misión de mantener libre la navegación hacia el Paraguay. La flotilla estaba compuesta por la nave capitana El Paraná de 18 cañones, nuevo nombre del bergantín 25 de Mayo, capturado el 2 de marzo de 1811 en el combate de San Nicolás, al que se sumaba una zumaca de 4 cañones, una balandra con 2 cañones, una goletilla con 2 cañones, y un lanchón. El 10 de julio, la flotilla amenazó desembarcar en Rosario para proveerse de víveres, por lo que su población se retiró tierra adentro con el ganado vacuno y otros alimentos para que no cayeran en poder enemigo. Los milicianos locales capturaron a algunos marinos que desembarcaron en la costa.
Cuando los barcos pasaron por Santa Fe se avisó al teniente gobernador de Corrientes, quien solicitó ayuda militar al Paraguay. El 15 de julio el presidente de la junta superior gubernativa, Fulgencio Yegros, ordenó a su primo Blas José de Rojas (Roxas), comandante de la villa del Pilar de Ñeembucú, que asistiera con ayuda en previsión del ataque de esos barcos no solo a Corrientes sino también a Asunción. Rojas partió el 16 de julio en una balandra armada con un cañón, dos piezas de artillería de a 4 (81,1 mm) tres piezas volantes y 12 soldados. El 18 de julio envió una comunicación a Yegros desde Corrientes:

Estimado Primo: Quedo enterado de la de vm.[vuestra merced] de 15, del que gira; a la que digo; que el 16, a las 12 de la noche tuve que largarme, con mis paraguayos fusileros, y dos piezas de tren volante, en la balandra mía armada, y un bote así mismo armado, con tres canoas a la especulativa [espera] de los buques que nos hemos anoticiado; los que se me dicen están por Goya; los cuales aún no he llegado a merecer se aporten, o enfrenten con el presente favorable viento a esta ciudad [Corrientes] donde ya me hallo situado, con correspondiente obsequio del teniente gobernador de ella (...).
Rojas a Yegros, 18 de julio de 1811 en (Scavone Yegros, 1989, p. 248)

Galván improvisó una batería en las puntas de Casillita y San Sebastián (Ñaró) con dos cañones volantes de a 4 devueltos por los paraguayos y con los transportados por Rojas. La defensa de la ciudad contaba con 80 pardos artilleros y dos compañías de infantería organizadas de entre los ciudadanos.
El 19 de julio de 1811 los cinco barcos fueron avistados frente a la ciudad de Corrientes, en donde Clemente se enteró de que la ciudad dependía de la junta de Buenos Aires, por lo que los barcos en línea de combate afianzaron su bandera con tres cañonazos. La acción generó preocupación en la población, que temió un saqueo. Al día siguiente el teniente de gobernador Elías Galván envió una nota a Clemente preguntando el motivo de su actitud, la que fue contestada en términos de exigencia de provisión de carne y víveres para auxiliar a la flotilla y el reconocimiento al Consejo de Regencia de Cádiz. 
Al mismo tiempo Rojas envió otra comunicación a Yegros para informarle sobre el arribo de la flota:

Ayer a las cinco de la tarde se fondearon enfrente de esta ciudad, cinco buques, y hoy pasaron parlamento al teniente gobernador pidiendo galleta y treinta reses, con apremio, de si no verifica hostilizaría la ciudad sobre lo cual me tomó parecer dicho teniente gobernador, a quien contestó, que si no tienen víveres con que contenerse, coman mierda, ó bajen en tierra a proveerse de lo que hayan menester.
Estos insurgentes según el parlamento van al Paraguay a desterrar el error, en que estos infelices paisitos dicen nos hallamos metidos; y según antecedentes que tengo están aguardando cuatro buques más que vienen atrás para hacer la arribada; la que llegando a verificar tengo de ganarles la delantera por el Paso del Rey, para obsequiarlos en los puertos de nuestra Villa [del Pilar] y su jurisdicción; en inteligencia que todos los que pisasen en tierra sacudirán los polvos de la planta de los pies; dando un brinco al otro mundo: Es cuanto por lo pronto ocurre participarle para su inteligencia y gobierno.
Rojas a Yegros, 20 de julio de 1811 en (Scavone Yegros, 1989, p. 250)

Galván se negó a aceptar las exigencias de Clemente pero el Cabildo negoció la entrega de víveres, los que fueron suministrados a condición de que se retirara. Sin embargo, el 21 de julio, Clemente intentó desembarcar enviando un lanchón con hombres armados. El intento fue repelido con fuego de mosquetes, quedando 27 soldados prisioneros. El día 20 el bergantín El Paraná apresó la balandra San Joseph y Ánimas de propiedad del capitán de milicias urbanas del Paraguay Manuel Doldán, que había partido de Asunción el 10 de julio.
El 23 de julio Clemente comunicó al cabildo que desde hacía 12 horas esperaba un parlamentario y como esa corporación respondió vagamente ordenó el cañoneo de la ciudad, que duró una hora y tres cuartos arrojando 120 proyectiles y produciendo poca destrucción en las edificaciones, pero sí algunos daños en los barcos amarrados en el puerto, que debieron retirarse.
El 23 de julio, Galván volvió a dirigir un mensaje a Clemente y Miró: 

Es muy estraña la conducta que está vuestra merced observando en esta ciudad, siendo un militar, que no debe ignorar el arte de la guerra. Las casas que inútilmente está vuestra merced volteando no son las que han de batir á Ud., sinó los patriotas que tengo el honor de mandar, y los que desean que ponga vuestra merced los piés en tierra para hacerle conocer la diferencia que hay de los soldados mercenarios, a los que solo se batirán por conservar su libertad. No crea vuestra merced que se borrarán jamás de la memoria de los dignos hijos de estos países las horrorosas operaciones de toda la costa, en que ha venido vuestra merced, robando e incendiendo casas, siendo lo más raro, que estas atrocidades se cometan bajo el pabellón, y sagrado nombre del más desgraciado, y amado de los monarcas. Sólo en el Paraná ha venido a manifestar su gran técnica la marina española, después que ha sido siempre el descrédito de la nación. Si vuestra merced realmente quiere batirse baje a tierra, que lo espero, y si quiere aglomerar más y más sus delitos, siga volteando ranchos, que yo le aseguro que no irá muy lejos a pagarla, pues no tiene vuestra merced en toda América un punto, en que no se abomine un proceder tan temerario, y raro, como el de vuestra merced. Hasta Montevideo, ese germen de iniquidades, está en sus últimos apuros, maldiciendo la hora, en que abrazó el partido más injusto, que se ha experimentado en el orbe. Nuestro Señor guarde a vuestra merced muchos años.
Galván a Clemente y Miró, 23 de julio de 1811 en (Ensinck, 1965, p. 51)

El 23 de julio, Rojas, en otra comunicación a Yegros detalló la composición de la fuerza enemiga:

Las fuerzas de esta escuadrilla consisten en un bergantín con 13 cañones, una lancha con 6, una balandra de gavia con 4, y dos pedreros: traerán como 100 hombres de desembarco, lo que aviso a V.S. para apresto de nuestra marina.
Rojas a Yegros, 23 de julio de 1811 en (Scavone Yegros, 1989, p. 253)

Poco después el bombardeo cesó y el 27 de julio Clemente abandonó Corrientes dirigiéndose Paraná abajo. Cuando Clemente arribó a Goya se le sumaron otros barcos comandados por el alférez de navío José Aldana que ya se encontraba allí y que iba en su ayuda. Estos intimaron a las autoridades de Goya a que lo proveyeran de carne bajo amenaza de incendiar el pueblo. La oportuna llegada del comandante de campaña José Ignacio Aguirre salvó al pueblo por lo que la flota continuó su retirada río abajo.
Al día siguiente, Galván envió un oficio a Fulgencio Yegros, dando parte de los hechos y agradeciendo el apoyo militar prestado por el gobierno y la provincia del Paraguay:

Ayer, a las diez en punto de la mañana, se hizo a la vela de estos puertos, la pequeña división hostil, del mando del marino don Manuel Clemente tomando su derrotero aguas abajo, escarmentada del fuego de nuestras baterías, con que se les resistió el más activo; que por término de hora y media, nos hizo el día 21, con metralla, y balas de varios calibres, hasta el de al 8, sin más perjuicio en nuestra población, al paso que vomitó más de cien tiros su artillería, que herir a una pobre mujer lijeramente cuando ellos sufrieron el de haberles muerto algunos de los suyos, con otros que se advirtieron en lo material de los buques. Creo de mi obligación hacerlo presente a la consideración de V.S. con el cabal desempeño, intrepidez, y denuedo, con que se ha portado el comandante de frontera don Blas José de Rojas; cuyo espíritu impertérrito le ha granjeado en mi concepto el pomposo timbre de un militar aguerrido: mi gratitud, y la de todo este pueblo reconocido, no pueden desentenderse de tributar a V.S, y a toda esa provincia repetidas gracias, con la firme protesta de que tamaño comedimiento perpetuado en nuestros reconocimientos será un perenne monumento que eternice en nuestra memoria el nombre de V.S. y de toda la invencible Provincia del Paraguay.
Galván a Yegros en ANA, NE, vol. 1177

El 7 de agosto Galván emitió un bando para felicitar al pueblo correntino por su conducta y para invitar a quienes habían abandonado la ciudad a retornar a ella.